# Kavaljer
Kavaljer, ursprungligen från latinets caballarius ("hästskötare", i medeltidslatinet senare med betydelsen 'riddare'), av latinets caballus ("häst"). Numera används det mest i betydelsen manligt (bords)sällskap till någon, eller en manlig danspartner. Den kvinnliga motsvarigheten till kavaljer är i vardagligt tal bordsdam.
Till svenska från italienskans cavaliere, spanskans caballero, engelskans cavalier och franskans chevalier i betydelsen ryttare. När ryttaren kom att identifieras med riddare eller adel blev ordet senare synonymt med adelsman. Senare fick kavaljer betydelsen hovman i Sverige, alltså en person vid hovet.
I äldre svenska, kan kavaljer också avse en manlig individ som uppträder mycket förnämt, är välklädd, utmärker sig genom ett belevat och fint sätt och med framgång deltager i sällskapslivet; i synnerhet förr ofta liktydigt med sprätt. Ordet kunde också användas om en person tillhörande de högre samhällsklasserna som i avsaknad av fast sysselsättning, arbetslust  eller pengar levde såsom gäst och sällskap på herrgårdar (i synnerhet i Värmland).

## Kavaljererna på Ekeby och Huseby
I Selma Lagerlöfs Gösta Berlings saga spelar "kavaljererna" på Ekeby en central roll i handlingen. 
Uttrycket användes senare i samband med Husebyaffären om de affärsmän med Berl Gutenberg och prins Carl i spetsen som plundrade godset.